# Ciocănitoare cu coroană roșie
Ciocănitoarea cu coroană roșie (Melanerpes rubricapillus) este o specie de pasăre din subfamilia Picinae a familiei ciocănitoarelor Picidae. Se găsește în Costa Rica, Panama, Columbia, Venezuela, Guyana, Surinam și Tobago.

## Taxonomie
Ciocănitoarea cu coroană roșie a fost uneori plasată în genul Centurus. De asemenea, a fost uneori tratată ca fiind conspecifică cu Melanerpes pygmaeus și unii autori le consideră o superspecie.
Ciocănitoarea cu coroană roșie are aceste patru subspecii:
- Melanerpes rubricapillus rubricapillus (Cabanis, 1862)
- Melanerpes rubricapillus subfusculus (Wetmore, 1957)
- Melanerpes rubricapillus seductus (Bangs, 1901)
- Melanerpes rubricapillus paraguanae (Gilliard, 1940)

Validitatea subspeciei M. r. paraguanae a fost contestată și alte subspecii au fost propuse, dar nu acceptate ca valide.

## Galerie

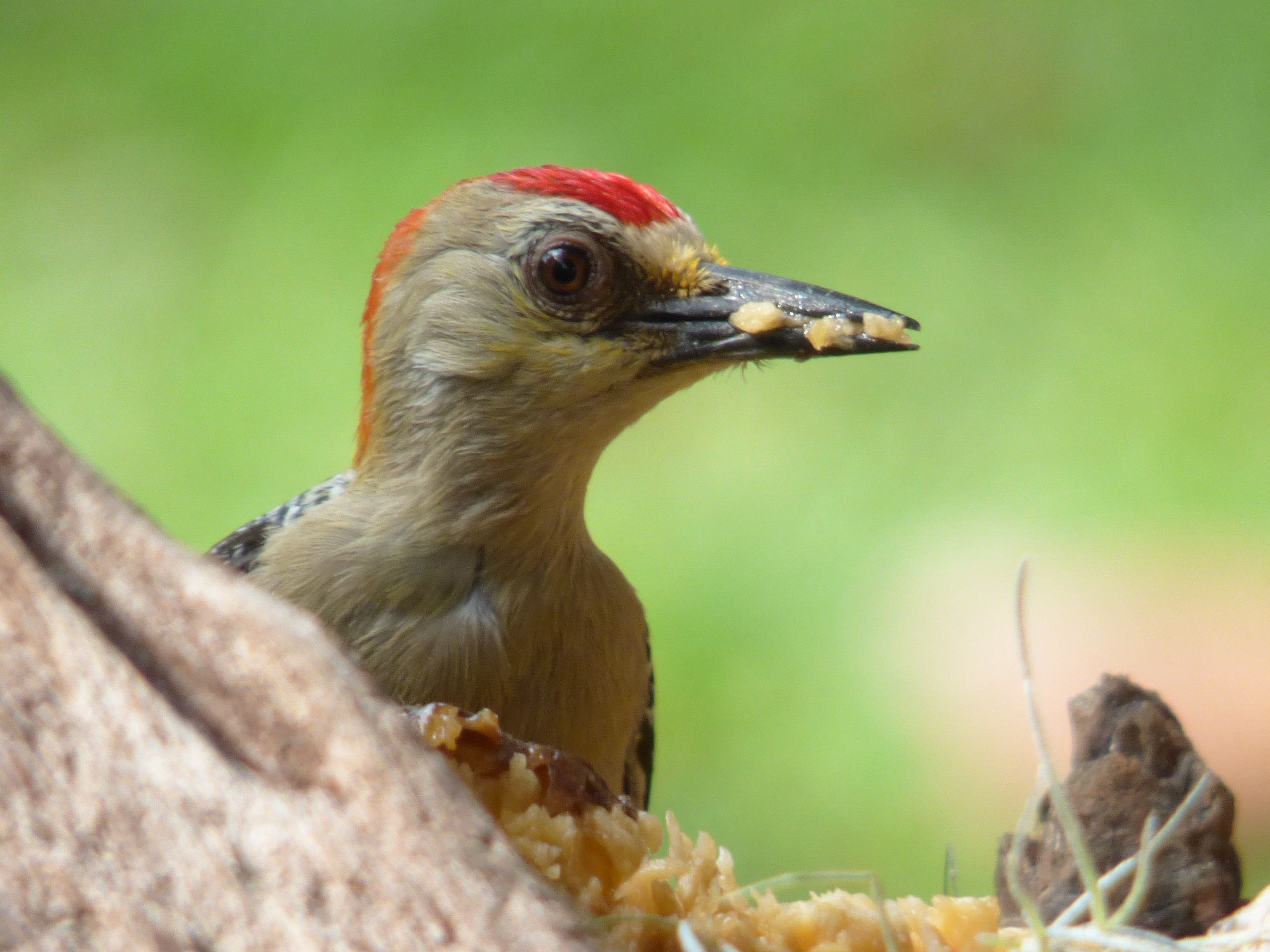
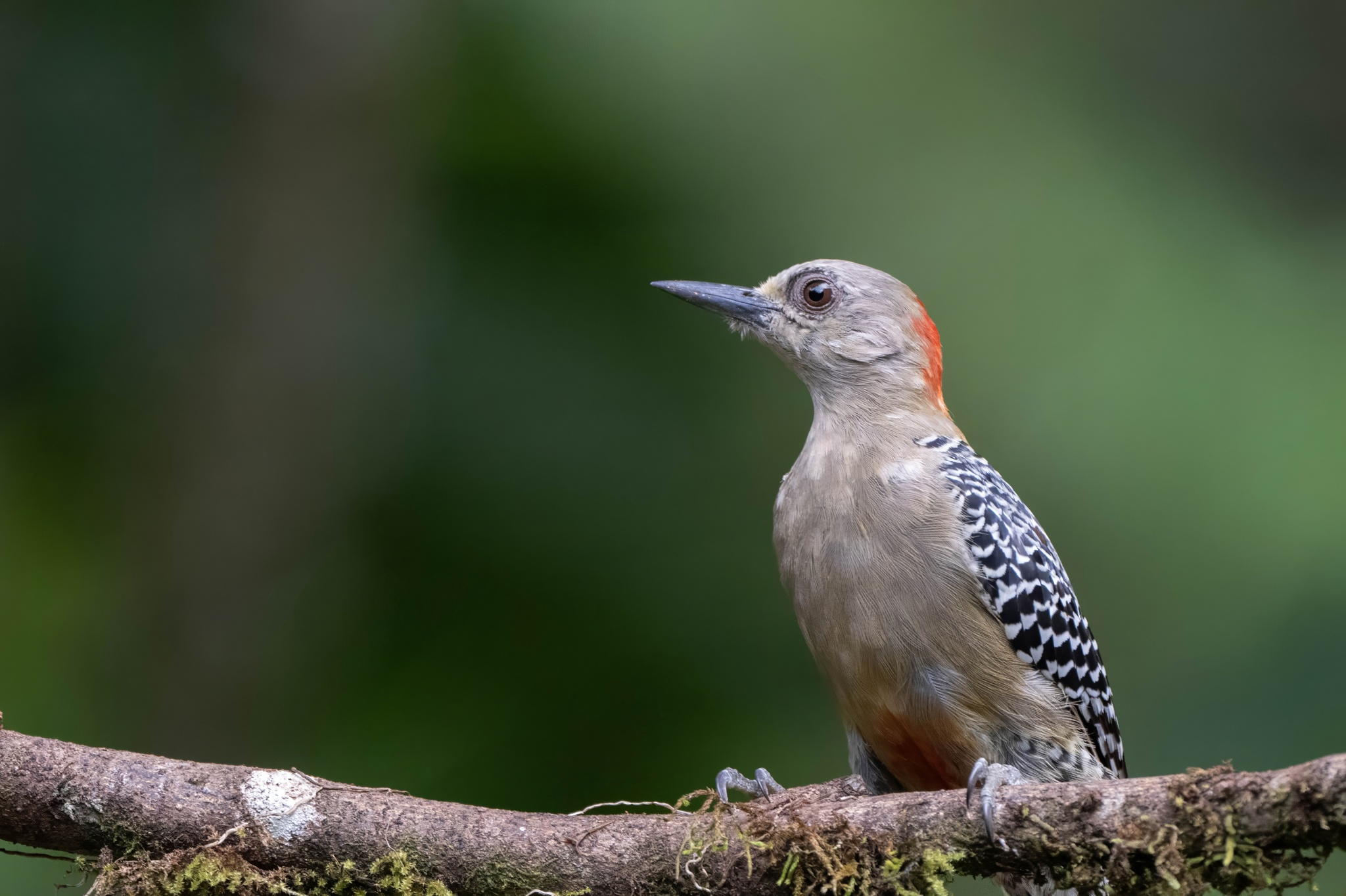
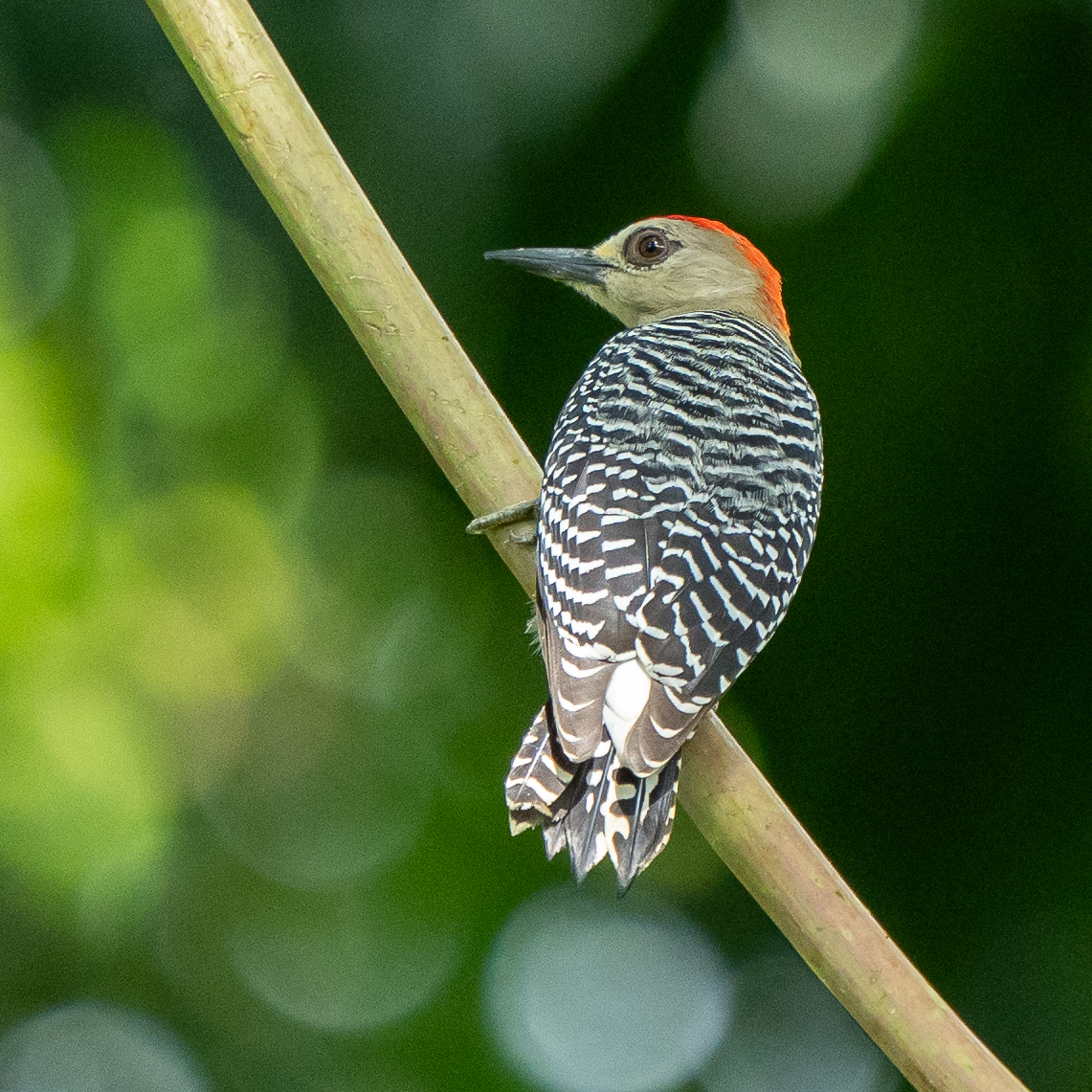
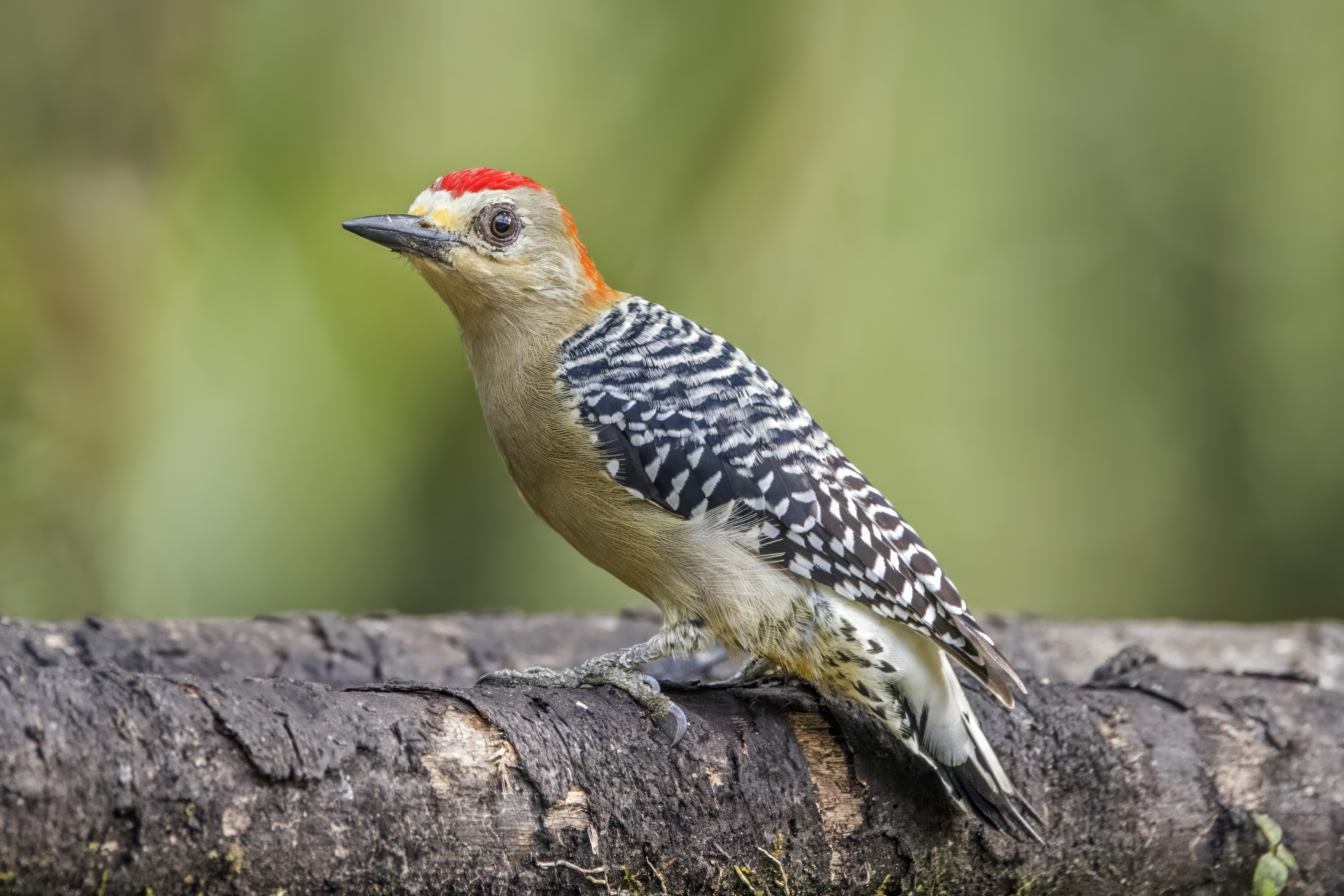